# 故宫文物医院

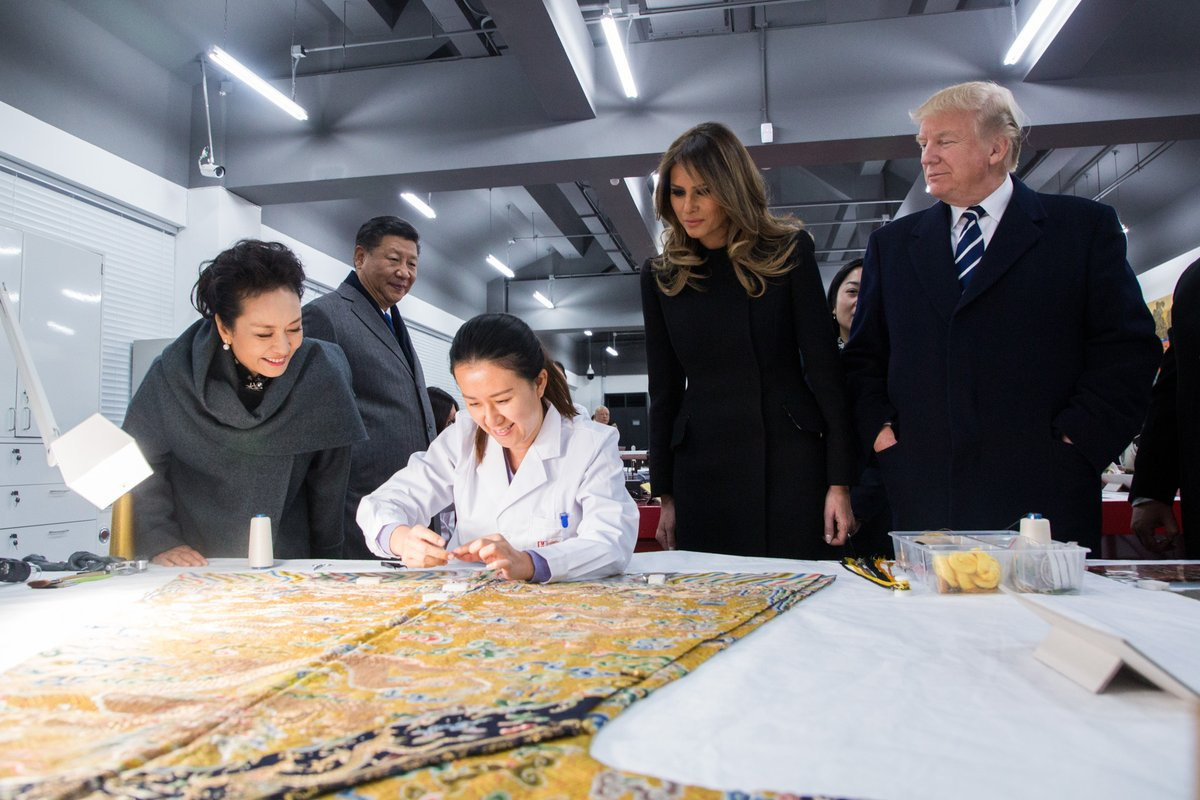
2017年11月8日下午，国家主席习近平和夫人彭丽媛陪同来华进行国事访问的美国总统特朗普和夫人梅拉尼娅参观故宫文物医院

故宫文物医院，位于北京故宫内的西河沿，是故宫博物院文保科技部展示区。

## 简介
故宫文物医院位于北京故宫内的最西部，内金水河西侧，此地在故宫内传统上称西河沿。西河沿区域在清朝时有一排连房，为酒醋房等机构的办公地点。建筑基址大体在清朝道光年间被毁并彻底废弃，原址成为垃圾坑。西河沿区域的全部残留建筑自1950年代拆除后，该区域一直作为故宫博物院的料厂、木工厂、库房，场地堆放着许多木料及加工边角料，安全隐患严重。
2012年故宫博物院院长单霁翔上任之初，便把将故宫博物院办公单位搬出红墙定为目标，2013年1月，故宫博物院院长单霁翔介绍，故宫城隍庙和中国第一历史档案馆所在的屏风楼之间的西河沿区域空地，目前被用作存放建筑材料及加工古建筑构件，现已经过审批将被恢复为约13000平方米的复古的文保科技用房，目前故宫博物院大部分办公及科研机构将被迁至此处，从而使故宫在夜间成为封闭的管理区。2013年12月24日，“西河沿文物保护综合业务用房”工程与宝蕴楼修缮工程同日启动。西河沿文物保护综合业务用房工程位于西河沿区域，西河沿区域北邻城隍庙，南邻中国第一历史档案馆，东邻寿康宫、寿安宫区域，西邻城墙，平面呈长方形，占地面积19675平方米。该工程经国家文物局、北京市文物局、北京市规划委员会等部门批准，建成后将成为集合文物研究、实验、办公、科技交流等功能的综合性设施。该工程根据此处原有连房的历史资料，并结合专家意见及神武门内东西两侧长连房的样式进行设计，在外观、材料、建筑高度、檐口高度、建筑进深等方面均与神武门内东西两侧长连房基本相同，总建筑面积13025平方米。该工程完工以后，故宫博物院红墙内现有的9处办公单位都将迁出故宫红墙内，从而使红墙内作为完整文物体受到保护，消除安全隐患。2015年，故宫博物院对故宫博物院地库至西河沿文物保护综合业务用房地下连接通道设计进行了招标。
2016年，“西河沿文物保护综合业务用房”竣工，并定名为“故宫文物医院”。2016年12月29日，故宫文物医院正式挂牌开张。故宫文物医院面向故宫博物院内及院外承接文物修复工作，书画、木器、漆器、金属等多种文物的损伤均可修复。故宫文物医院分为科技保护区、分析检测区、书画修护区、综合工艺修护区、综合艺术品修护区、金属钟表修护区这6大区域。观众可通过预约，到故宫文物医院近距离参观文物修复过程。
2017年11月8日下午，国家主席习近平和夫人彭丽媛陪同来华进行国事访问的美国总统特朗普和夫人梅拉尼娅参观故宫文物医院，观赏了文物修复技艺展示，现场参与书画修复体验，并共同观看了珍品文物展。